# Seebach (Baden)
Seebach (Baden) este o comună din landul Baden-Württemberg, Germania.